# Ellie Blacková
Ellie Blacková, celým jménem Elsabeth Ann Blacková (* 8. září 1995 Halifax), je kanadská sportovní gymnastka.
Od roku 2012 startovala na čtyřech olympijských hrách. Na Letních olympijských hrách v Tokiu byla čtvrtá na kladině. V individuálním víceboji byla pátá v roce 2016 a šestá v roce 2024, v týmové soutěži byla pátá v letech 2012 a 2024. Na pařížské olympiádě jí Mezinárodní olympijský výbor udělil cenu fair play za to, že po závodě utěšovala poraženou soupeřku Mélenii de Jesus dos Santosovou.
V roce 2014 vyhrála šampionát tichomořského oblouku v přeskoku. Na mistrovství světa ve sportovní gymnastice 2017 Blacková získala stříbrnou medaili ve víceboji, což je historicky nejlepší výsledek kanadské gymnastky. Na mistrovství světa ve sportovní gymnastice 2022 byla druhá na kladině a třetí s družstvem. 
Je trojnásobnou vítězkou Her Commonwealthu, na kladině z roku 2014 a ve víceboji jednotlivkyň i družstev z roku 2018. Získala pět zlatých medailí na Panamerických hrách – v roce 2015 byla první ve víceboji, v prostných a na kladině, v roce 2019 jako první gymnastka v historii her obhájila titul ve víceboji a navíc vyhrála přeskok. Na Univerziádě 2017 zvítězila na kladině. Byla třetí na Americkém poháru v letech 2016 a 2019. Na soutěži International Gymnix 2024 v Montrealu získala čtyři vítězství (víceboj, družstva, bradla a prostná). V roce 2025 vyhrála v Káhiře Světový pohár ve sportovní gymnastice v přeskoku.  
Je absolventkou Dalhousieovy univerzity. Jejím trenérem je David Kikuchi. V roce 2022 jako první na světě předvedla na bradlech Tkačevovu letku s půlobratem, tento cvik je v Code of Points zapsán pod jménem Black.